# Зивлак-Николич, Йованка
Йованка Николич (серб. Јованка Николић, 16 декабрь 1952, Нови-Сад — 8 январь 2017, Нови-Сад) — сербская писательница, поэтесса, автор стихов для детей.

## Биография
Окончила Высшую педагогическую школу (физическое воспитание) в Университете в Нови-Саде и Факультет драматического искусства в Белграде (организация спектаклей и культурно-художественных мероприятий). Работала в учреждениях, занимающихся организацией спорта. В течение долгого времени занималась созданием спортивной хореографии публичных церемоний для крупных спортивных и социальных мероприятий.
Писала стихи, прозу и книги для детей. В её прозе, которой она более всего преданна, по словам В. Гвоздена

Предметы данной реальности разрушаются, чтобы создать отдельный образ, отмеченный проблемой идентичности, любви и самовлюблённости, беспомощности, одиночества, привязанности — категорий, которые подвергаются, при такой точке зрения, многочисленным искажениям и ироническим поворотам.
Оригинальный текст (серб.)Предмети дате реалности се разарају да би се створила самостална слика обележена проблемом идентитета, заљубљености и самозаљубљености, немоћи, усамљености, привржености – категорија које су подложне, на овај начин посматране, бројним искривљавањима и иронијским обртима.

Печаталась в газетах «Индекс», «Поља» и «Златна греда». Была одним из соавторов Радио Нови-Сад и многолетней сотрудницей издательств «Свет» и «Адрес». Член Союза писателей Воеводины.
Жена Йована Зивлака. Жила и работала в Нови-Саде.

## Произведения
- «Лепет» (песме), Матица српска, Нови Сад 1980;
- «О разним стварима» (песме за децу), Драганић, Београд 1999;
- «Мену» (кратке приче), КОВ, Вршац 1985;
- «Од предвечерја до праскозорја» (кратке приче), КОВ, Вршац 1994;
- «Извесни периоди у сто фрагмената» (роман), РАД, Београд 1997;
- «Тако сам те волео» (књига прозе) Драганић, Београд 1999;
- «Приче из старине» (роман), Светови, Нови Сад 2006. године[3][2]